# Chersotis oreina
Chersotis oreina är en fjärilsart som beskrevs av Claude Dufay 1984. Chersotis oreina ingår i släktet Chersotis och familjen nattflyn. Inga underarter finns listade i Catalogue of Life.